# 1-Butyl-3-methylimidazoliumtetrafluoroborat
1-Butyl-3-methylimidazoliumtetrafluoroborat ist eine ionische Flüssigkeit (auch: ionic liquid oder Flüssigsalz), also ein Salz, dessen Schmelzpunkt unter 100 °C liegt.

## Eigenschaften
Mit einem Schmelzpunkt von −75 °C handelt es sich bei 1-Butyl-3-methylimidazoliumtetrafluoroborat um eine Raumtemperatur-ionische Flüssigkeit (RTIL). Sie ist mischbar mit Aceton, teilweise mischbar mit Isopropanol und Toluol. Beim Mischen mit Wasser zersetzt sie sich.

## Darstellung
1-Butyl-3-methylimidazoliumtetrafluorborat kann durch eine Anionenmetathese ausgehend von 1-Butyl-3-methylimidazoliumchlorid und einem Tetrafluoroborat-Salz gewonnen werden.

## Verwendung
Als Lösungsmittel kann 1-Butyl-3-methylimidazoliumtetrafluorborat in einer Vielzahl von Reaktionen eingesetzt werden, wie zum Beispiel Hydrierungsreaktionen. Wie in vielen Imidazolium-basierten ionischen Flüssigkeiten ist die Aktivierung und Reduktion von CO2 in BMIM BF4 bekannt.